# NGC 3700
NGC 3700 (również PGC 35413 lub UGC 6494) – galaktyka spiralna z poprzeczką (SBab), znajdująca się w gwiazdozbiorze Wielkiej Niedźwiedzicy. Odkrył ją Robert Ball 31 marca 1867 roku.